# Jaegerina scariosa
Jaegerina scariosa là một loài Rêu trong họ Pterobryaceae. Loài này được (Lorentz) Arzeni miêu tả khoa học đầu tiên năm 1954.